# Rydzyna
Pour les articles homonymes, voir Rydzyna (homonymie).
Rydzyna (prononciation : [rɨˈd͡zɨna], en allemand : Reisen) est une ville de la Voïvodie de Grande-Pologne et du powiat de Leszno.
Elle est située à environ 9 kilomètres au sud-est de Leszno, siège du powiat, et à 69 kilomètres au sud de Poznań, capitale de la voïvodie de Grande-Pologne.
Elle est le siège administratif de la gmina de Rydzyna.
Elle s'étend sur 2,2 km2.

## Géographie

Plan de la ville.

La ville de Rydzyna est située au sud-ouest de la voïvodie de Grande-Pologne, à la limite de la voïvodie de Basse-Silésie, ainsi qu'avec la région historique de Silésie. Rydzyna est à proximité immédiate de Leszno, cinquième plus grande ville de la région.

## Histoire
Rydzyna a été fondée au début du XVe siècle par Jan de Czernina, un descendant de la famille Wierzbno, qui était un chevalier du roi Ladislas II Jagellon. À la fin du XVIIe siècle, la ville et des environs étaient détenus par une famille bien connue de la région, les Leszczyńscy. Par la suite, la famille des Sulkowski ont pris le contrôle de la ville, et l'ont fait prospérer jusqu'à qu'on la surnommé, encore aujourd'hui, "la perle du baroque polonais".

De 1793 à 1920, Reisen fait partie de l'arrondissement de Fraustadt jusqu'en 1887 puis de l'arrondissement de Lissa dans le district de Posen au sein de la province de Posnanie.
De 1975 à 1998, la ville faisait partie du territoire de la voïvodie de Leszno. Depuis 1999, la ville fait partie du territoire de la voïvodie de Grande-Pologne.

## Monuments
- le château de Rydzyna, résidence de style baroque ayant appartenu à la famille des Leszczyński, construit dans les années 1682 - 1695 par Pompeo Ferrari sur les vestiges d'un château du XVe siècle ;
- la place du marché, avec ses maisons de style baroque et néo-baroque, ainsi que l'hôtel de ville construit en 1752 ;
- l'église paroissiale saint Stanislas, construite entre 1746 et 1751 par Karl Martin Frantz (pl);
- l'ancienne église évangélique, construite dans les années 1779 - 1783 ;
- le moulin en bois, construit pendant la seconde moitié du XVIIIe siècle.

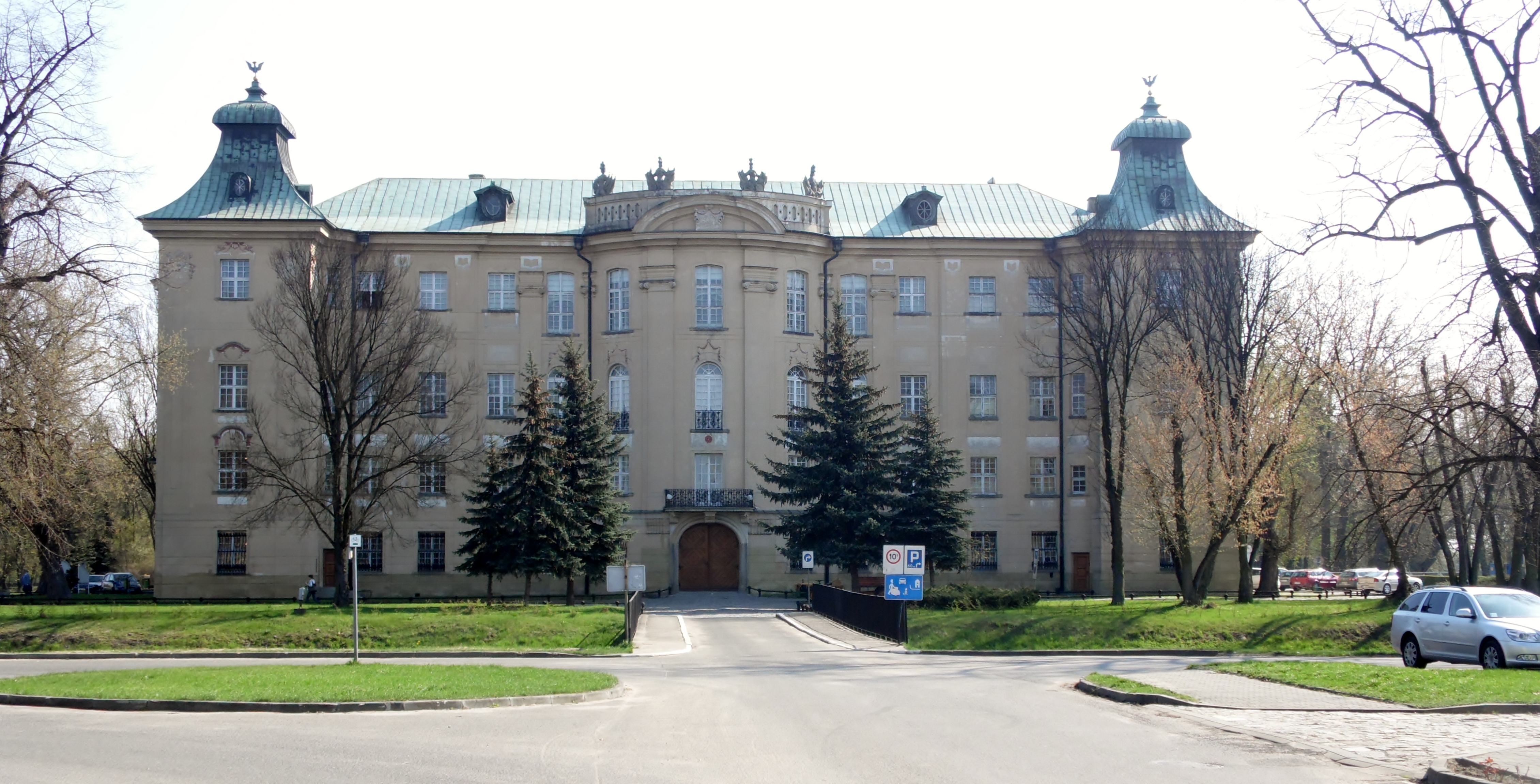
Le château de Rydzyna.
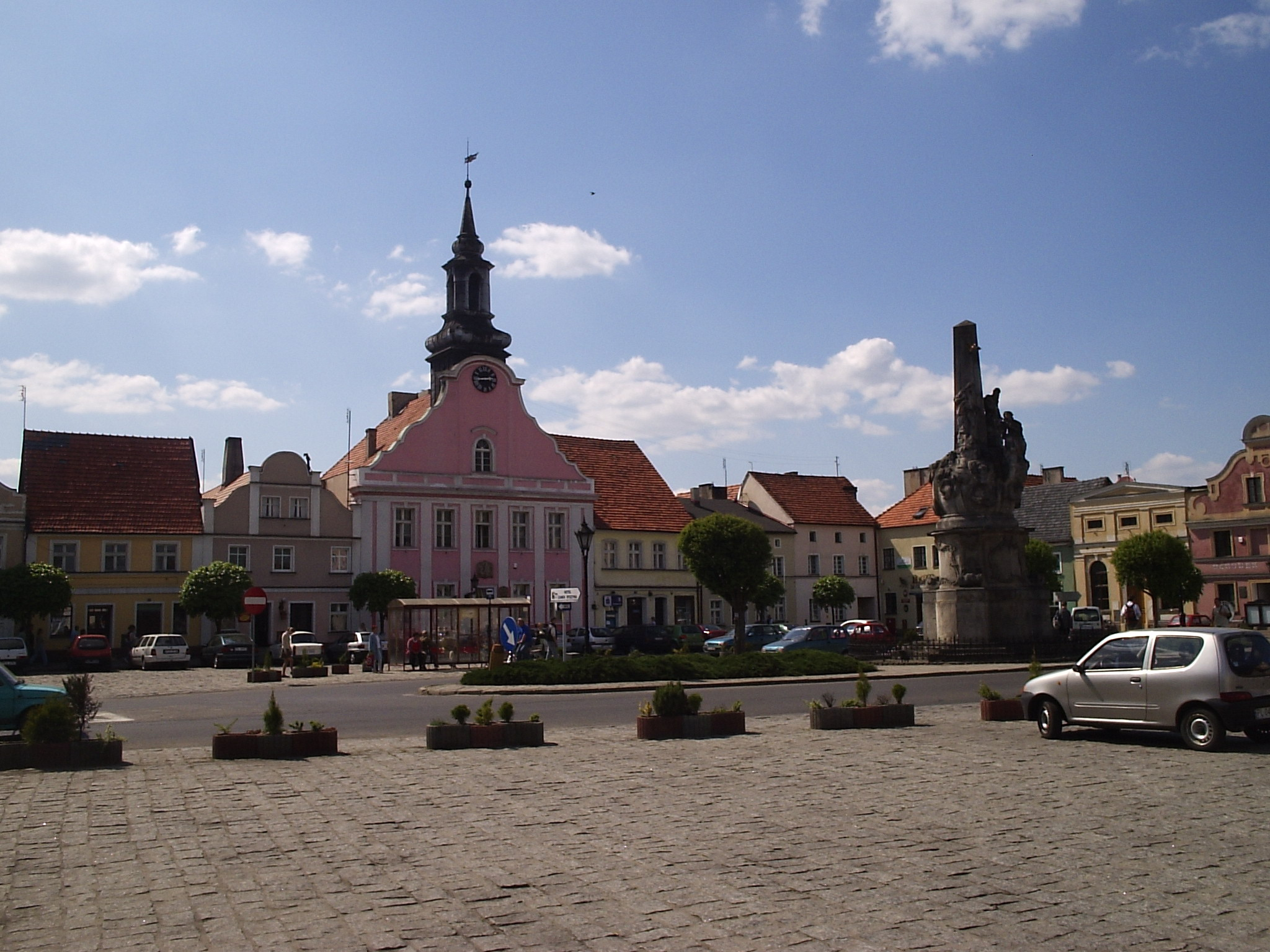
La place du marché et l'hôtel de ville.
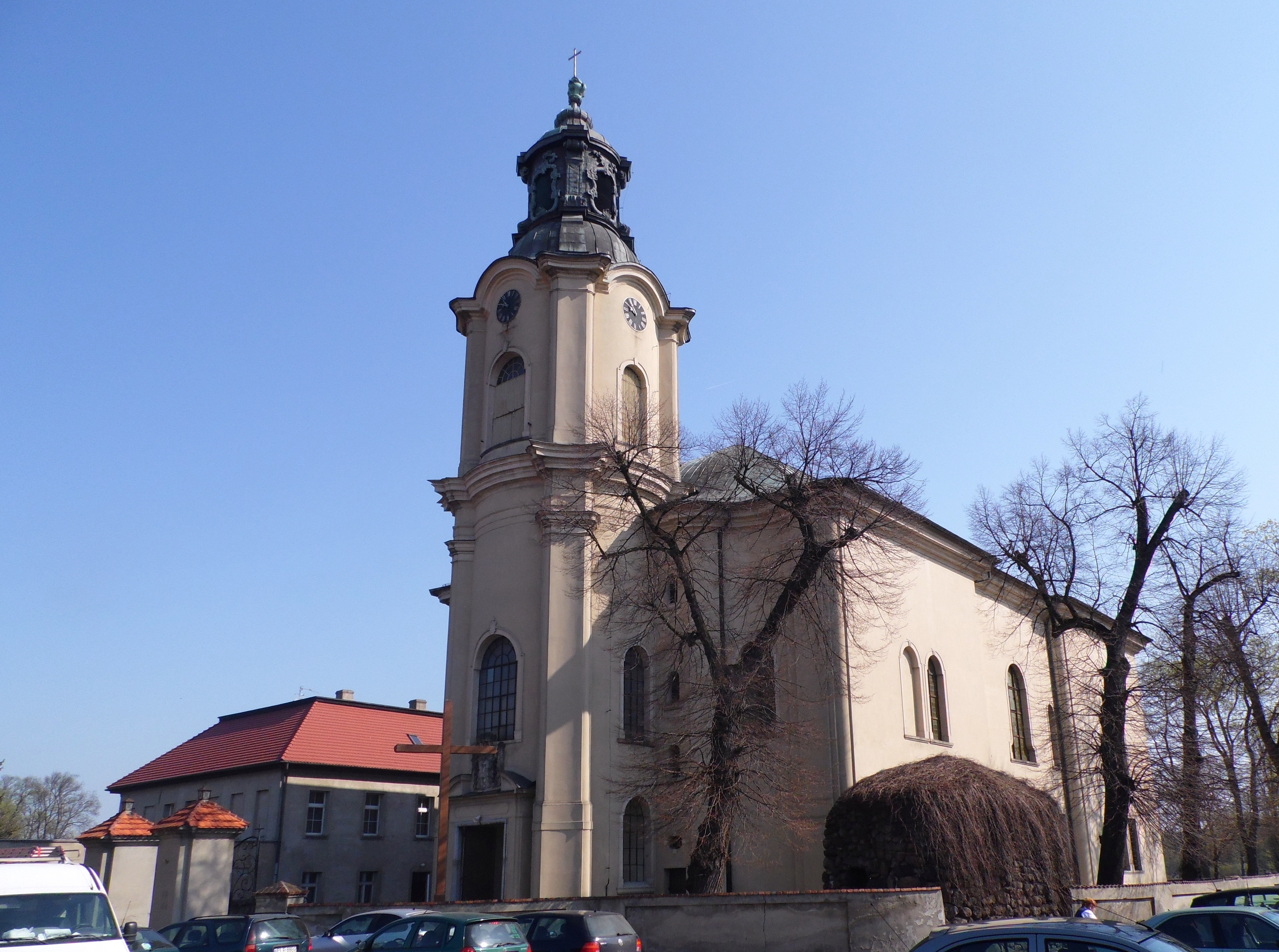
L'église saint Stanislas.
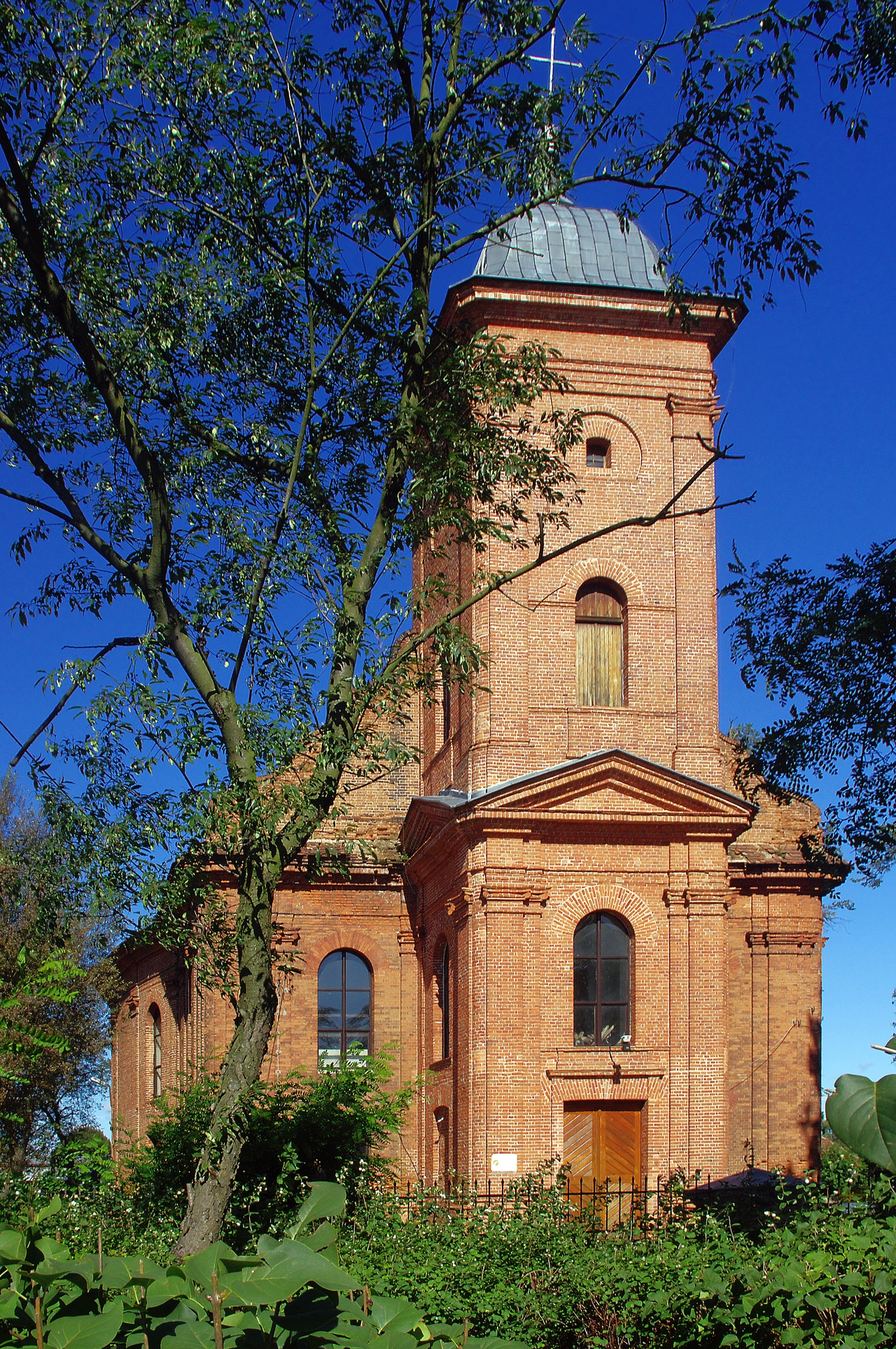
L'ancienne église évangélique.
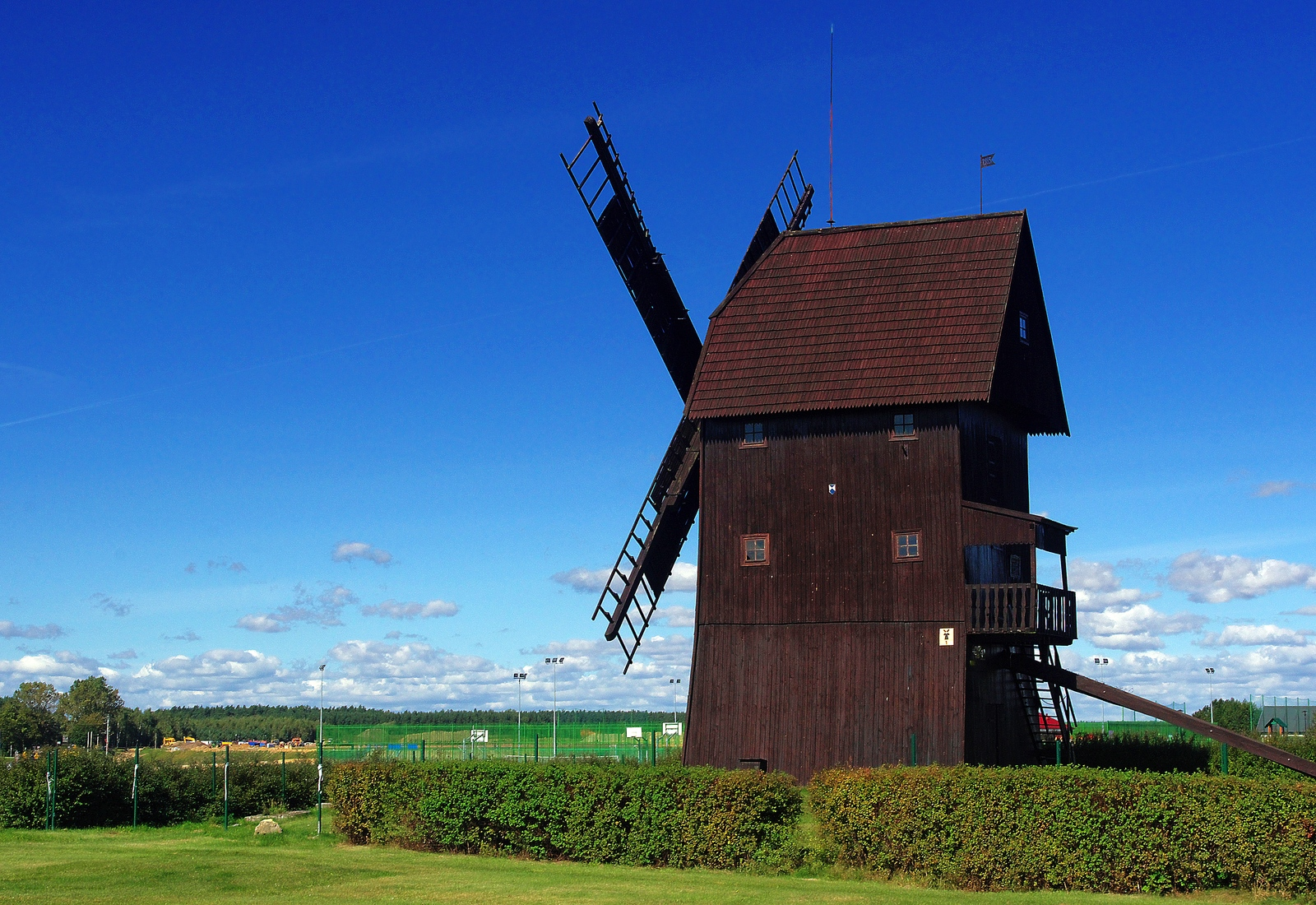
Le moulin en bois.

## Voies de communication
La ville est traversée par la route nationale polonaise 5 (qui relie Nowe Marzy à Lubawka (frontière tchèque)).